# Yummy (Justin Bieber)
Yummy è un singolo del cantante canadese Justin Bieber, pubblicato il 3 gennaio 2020 come primo estratto dal quinto album in studio Changes.

## Descrizione
Yummy è stato scritto dallo stesso Bieber assieme ad Ashley Boyd, Daniel Hackett, Jason "Poo Bear" Boyd e Sasha Sitora, ed è stato prodotto da questi ultimi due con Kid Culture. È composto perlopiù sulla pentatonica minore di Re e ha un tempo di 146 battiti per minuto. Si tratta di un brano R&B e pop dove Bieber canta accompagnato da una strumentale leggera con influenze trap; nel bridge canta in falsetto, tecnica da lui spesso impiegata.

## Pubblicazione
Il 23 dicembre 2019 Bieber ha pubblicato una sua foto sui social accompagnata dalla parola "tomorrow" ("domani"). Il giorno successivo ha annunciato Yummy attraverso un video su YouTube contenente un'anteprima del brano, dove il cantante ha inoltre presentato il suo disco in arrivo e il relativo tour. Il singolo è stato reso disponibile simultaneamente in tutto il mondo alle 6 del mattino (ora italiana) su tutte le piattaforme digitali e sui servizi di streaming musicale. Sul sito ufficiale del cantante sono stati inoltre messi in vendita cinque 7" del singolo, ognuno con una copertina diversa contenente una singola lettera del titolo del brano su sfondo colorato, quattro CD singoli autografati, e un'edizione in musicassetta, anch'essa con autografo. Il lyric video del brano è stato pubblicato sul canale YouTube del cantante; in esso viene annunciata l'uscita del video musicale, fissata per il giorno successivo.

## Accoglienza
Il brano ha ricevuto una ricezione mediamente negativa dalla critica musicale. Scrivendo per il Los Angeles Times, Mikael Wood ha affermato che il brano ha deluso le aspettative, descrivendolo come «estremamente debole» per un ritorno musicale tanto prolungato e pubblicizzato. Bryan Rolli di Forbes ha criticato la scarsa qualità dei contenuti del pezzo, definendo il ritornello «allegramente insensato», dichiarando anche che la canzone sarebbe stata «un inevitabile successo commerciale» e che «svolge prettamente il suo ruolo di far parlare del nuovo album di Bieber».
Nell'ambito dei Grammy Award annuali ha ottenuto la candidatura come Miglior interpretazione pop solista.

## Controversie
Bieber fu largamente criticato dal circuito musicale, e non, per la sua campagna di promozione del singolo, che comprendeva post su Instagram dove chiedeva al suo pubblico di comprare più volte il singolo su iTunes, e più volte anche in versione fisica, di ascoltarlo mentre dormivano a basso volume in una playlist su Spotify per aumentare il numero degli streaming, e in caso non fossero stati degli Stati Uniti d'America, di cambiare il loro indirizzo IP con una VPN affinché il singolo potesse debuttare al primo posto nella Billboard Hot 100. Durante la promozione Bieber ha deciso anche di videochiamare alcuni fan per chiedere loro di comprare il singolo. Pubblicazioni come Forbes e Complex hanno definito la strategia di marketing «ridicola», «disperata» e «distopica».

## Tracce
Testi e musiche di Justin Bieber, Jason "Poo Bear" Boyd, Ashley Boyd, Daniel Hackett e Sasha Sirota, eccetto dove indicato.
Download digitale, 7" (Stati Uniti)
1. Yummy – 3:30

Download digitale – Summer Walker Remix
1. Yummy (Summer Walker Remix) (con Summer Walker) – 3:29 (Justin Bieber, Jason "Poo Bear" Boyd, Ashley Boyd, Daniel Hackett, Sasha Sirota, Summer Walker)

Download digitale – Country Remix
1. Yummy (feat. Florida Georgia Line) (Country Remix) – 3:23

## Formazione
- Justin Bieber – voce
- Kid Culture – produzione
- Sasha Sirota – produzione
- James "Poo Bear" Boyd – produzione
- Josh Gudwin – produzione vocale, ingegneria del suono, missaggio
- Chris "Tek" O'Ryan – ingegneria del suono
- Chenao Wang – assistenza all'ingegneria del suono
- Elijah Marrett-Hitch – assistenza al missaggio
- Colin Leonard – mastering

## Successo commerciale
Nella Billboard Hot 100 Yummy ha fatto il suo ingresso alla 2ª posizione, diventando la diciassettesima top ten statunitense del cantante. Con 71 000 download venduti e 29,3 milioni di riproduzioni in streaming, è risultata rispettivamente la canzone più venduta e la 2ª più riprodotta in territorio statunitense nella sua prima settimana di disponibilità, nonché la 10ª più ascoltata in radio. Il singolo ha inoltre debuttato alla 5ª posizione della Official Singles Chart britannica con 35 172 unità di vendita totalizzate nella sua prima settimana, diventando la diciottesima top ten dell'interprete nel paese.

## Classifiche

### Classifiche settimanali
| Classifica (2020)     | Posizione massima |
| --------------------- | ----------------- |
| Argentina             | 23                |
| Australia             | 4                 |
| Austria               | 5                 |
| Belgio (Fiandre)      | 21                |
| Belgio (Vallonia)     | 14                |
| Bulgaria              | 6                 |
| Canada                | 3                 |
| Corea del Sud         | 92                |
| Croazia               | 15                |
| Danimarca             | 2                 |
| Estonia               | 10                |
| Finlandia             | 11                |
| Francia               | 21                |
| Germania              | 15                |
| Grecia                | 5                 |
| Irlanda               | 8                 |
| Islanda               | 11                |
| Italia                | 10                |
| Lettonia              | 38                |
| Libano                | 12                |
| Lituania              | 13                |
| Malaysia              | 2                 |
| Norvegia              | 3                 |
| Nuova Zelanda         | 1                 |
| Paesi Bassi           | 7                 |
| Panama                | 16                |
| Portogallo            | 9                 |
| Regno Unito           | 5                 |
| Repubblica Ceca       | 3                 |
| Repubblica Dominicana | 21                |
| Romania               | 6                 |
| Singapore             | 2                 |
| Slovacchia            | 12                |
| Slovenia              | 10                |
| Spagna                | 23                |
| Stati Uniti           | 2                 |
| Svezia                | 6                 |
| Svizzera              | 3                 |
| Ungheria              | 8                 |

### Classifiche di fine anno
| Classifica (2020) | Posizione |
| ----------------- | --------- |
| Australia         | 59        |
| Belgio (Vallonia) | 85        |
| Canada            | 36        |
| Danimarca         | 75        |
| El Salvador       | 10        |
| Francia           | 163       |
| Nuova Zelanda     | 32        |
| Portogallo        | 59        |
| Regno Unito       | 83        |
| Romania           | 58        |
| Stati Uniti       | 58        |
| Svizzera          | 76        |
| Ungheria          | 83        |